# Le Marteau de Thor
Pour les articles homonymes, voir Marteau de Thor (homonymie).
Le Marteau de Thor est le neuvième épisode de la saison 1 de la série télévisée Stargate SG-1.

## Scénario
Daniel Jackson expose une nouvelle théorie sur la porte des étoiles : il pense qu'il existerait une race d'extraterrestres se faisant passer pour des dieux Vikings (ou Scandinaves) qui serait hostile aux Goa'ulds. Teal'c déclare alors connaître les coordonnées d'une planète appelée Cimméria qui pourrait correspondre à la planète de cette race. SG-1 se rend sur la planète en question.
À peine arrivés, ils sont étonnés de constater que, à l'inverse de la plupart des autres peuples vus jusqu'à présent (qui se prosternaient devant eux, ou s'enfuyaient en courant), les habitants se mettent à rire en les voyant. Ils ne tardent cependant pas à comprendre : devant eux, une statue (le marteau de Thor), projette un faisceau de lumière sur Teal'c, le faisant disparaître avec le colonel O'Neill, qui s'était accroché à lui.
Daniel et Sam font la connaissance de Gairwyn, la chef du village, qui leur dit que leurs amis sont sûrement vivants. Après avoir rencontré Kendra, une ancienne Goa'uld débarrassée de son symbiote par le marteau, ils réussissent à la convaincre de les mener au lieu en question.
Pendant ce temps, dans un labyrinthe, Teal'c et Jack se retrouvent nez-à-nez avec un hologramme du dieu Thor. Celui-ci leur explique que Cimméria est une planète protégée par le haut conseil Asgard, et qu'ils resteront coincés jusqu'à ce qu'ils décident d'affronter le Marteau, pour se libérer de leur larve. Les deux hommes explorent le labyrinthe et finissent par rencontrer une créature du nom de Unas, le premier hôte. Il se fait tirer dessus par le colonel, mais, ayant des pouvoirs de régénération, il parvient à les rattraper. Après avoir déambulé dans le labyrinthe tout en affrontant le Unas, Teal'c et O'Neill finissent par arriver dans la dernière pièce où se trouve un arc de triomphe, le marteau. Jack passe sans difficulté, mais Teal'c enclenche le marteau ; il ne peut donc pas passer.
Kendra, Carter et le Dr Jackson arrivent à la grotte et y pénètrent. Dans la salle a lieu le dernier affrontement entre Unas et les deux hommes, se concluant avec la mort de Unas qui, poussé dans le marteau, succombe à ses blessures. Daniel voit dans le marteau l'espoir de sauver sa femme Sha're, ainsi que Skaara. Il accepte toutefois de le détruire, le colonel se refusant à abandonner Teal'c.

## Distribution
- Richard Dean Anderson : Jack O'Neill
- Amanda Tapping : Samantha Carter
- Christopher Judge : Teal'c
- Michael Shanks : Daniel Jackson
- Don S. Davis : George Hammond
- Galyn Görg : Kendra
- Vincent Hammond	: Ruax
- Tamsin Kelsey : Gairwyn
- James Earl Jones : Unas (voix)
- Mark Gibbon : Thor